# BibSonomy
BibSonomy — социальная система закладок и обмена публикациями. Она направлена на интеграцию функций систем закладок, а также командно-ориентированное управление публикациями. BibSonomy предлагает пользователям возможность хранить и организовывать свои закладки и публикации, а также поддерживает интеграцию различных сообществ и людей, предлагая социальную платформу для обмена литературой.
Как закладки, так и записи публикаций могут быть помечены, чтобы помочь структурировать и повторно найти информацию. Поскольку описательные термины могут быть свободно выбраны, назначение тегов от разных пользователей создает спонтанную, неконтролируемую лексику: фолксономию. В BibSonomy фолксономия развивается из участия исследовательских групп, обучающихся сообществ и отдельных пользователей, организующих свои информационные потребности.
Публикации в BibSonomy хранятся в формате BibTeX. Возможен экспорт в другие форматы, такие как EndNote или HTML (например, для создания списка публикаций).
По состоянию на 17 ноября 2008 года исходный код BibSonomy доступен под лицензией GNU Lesser General Public License. По состоянию на 12 марта 2014 исходный код веб-приложения BibSonomy доступен под лицензией GNU Affero General Public License.